# الآن..هنا (أو شرق المتوسط مرة أخرى)
الآن..هنا رواية تنتمي إلى أدب السجون للروائي عبد الرحمن منيف، صدرت في عام 1991. عبر فيها الكاتب عن وضع سياسي محتقن تعيشه شعوب العالم العربي ويقع ضحيته ثلة من شباب الوطن المتحمسين للحرية.وهي تواصل رحلة عبد الرحمن منيف في سجون العالم العربي بعد رواية شرق المتوسط التي نشرها قبل 15 عاما وكأنه يقول أن مرور الزمن في هذا المكان من العالم ليس له تأثير على العلاقة بين السلطة والمواطنين. وكما في شرق المتوسط فالمكان والزمان غير محددين بل انهما مموهان حيث يخترع منيف دولتين (عمورية وموران) هما صورتان لواقع تعيشه شعوب الوطن العالم العربي عامة.

## أقسام الرواية
تنقسم الرواية إلى 3 فصول مطولة
1- الدهليز:
تبدأ الرواية من حضور الراوي عادل الخالدي -السجين السياسي السابق لدولة عمورية- للعلاج في براغ حيث يلتقي بسجين سياسي آخر من دولة موران هو طالع العريفي وهما مثقفان مسيسان سرعان ما يدخلان في علاقة صداقة حميمة ترسخها القواسم المشتركة لماضيهما وأهم ما يميز هذا الفصل هو انفتاحه على شخصيات من خارج عالم السجون كالأطباء والممرضات كما يصور أحلام الرجلين للحرية والديمقراطية في ظل تفاعلما مع الغرب ينتهي الفصل بمغادرة عادل الخالدي براغ إلى باريس بعد وفاة طالع العريفي الذي أجهد نفسه بتدوين كامل تفاصيل تجربته المريرة.
2- حرائق الحضور والغياب:
هذا الفصل هو مجموعة أوراق طالع العريفي التي تركها لعادل الخالدي. تبدأ الأحداث من حادثة اعتقاله دون تركيز على ماضيه الحركي ويمثل طالع مثقفا ثوريا يتطلع إلى وطن حر وشعب واعي ولكنه سرعان ما يصطدم بسلطة حادة ومتعسفة. من خلال اوراقه نقرأ تمجيدا للصمود من خلال شخصه ومن خلال تصويره لشخصيات أخرى في سجون موران.
3- هوامش أيامنا الحزينة:
في هذا الفصل يعور دور الراوي إلى عادل الخالدي المتواجد في باريس الذي أسوة بصديقة الراحل يعيد سرد تجربته بتفاصيلها مع أكثر تركيز على وسائل الإخضاع وأدوات التعذيب في السجون كما يتفتح على شخصيات المسجونين الذي عايشهم وشخصيات السجانين التي كثيرا ما حاول تبريرها من خلال الجو الذي يعيشه كل الوطن.